# Etsuko Inoue
Etsuko Inoue (18 de outubro de 1964) é uma ex-tenista profissional japonesa.
Disputou os Jogos Olímpicos de 1984 e 1988, é a primeira vencedora em simples dos Jogos Asiáticos.